# Anabasis setifera
Anabasis setifera är en amarantväxtart som beskrevs av Horace Bénédict Alfred Moquin-Tandon. Anabasis setifera ingår i släktet Anabasis och familjen amarantväxter. Inga underarter finns listade i Catalogue of Life.